# 惠环街道

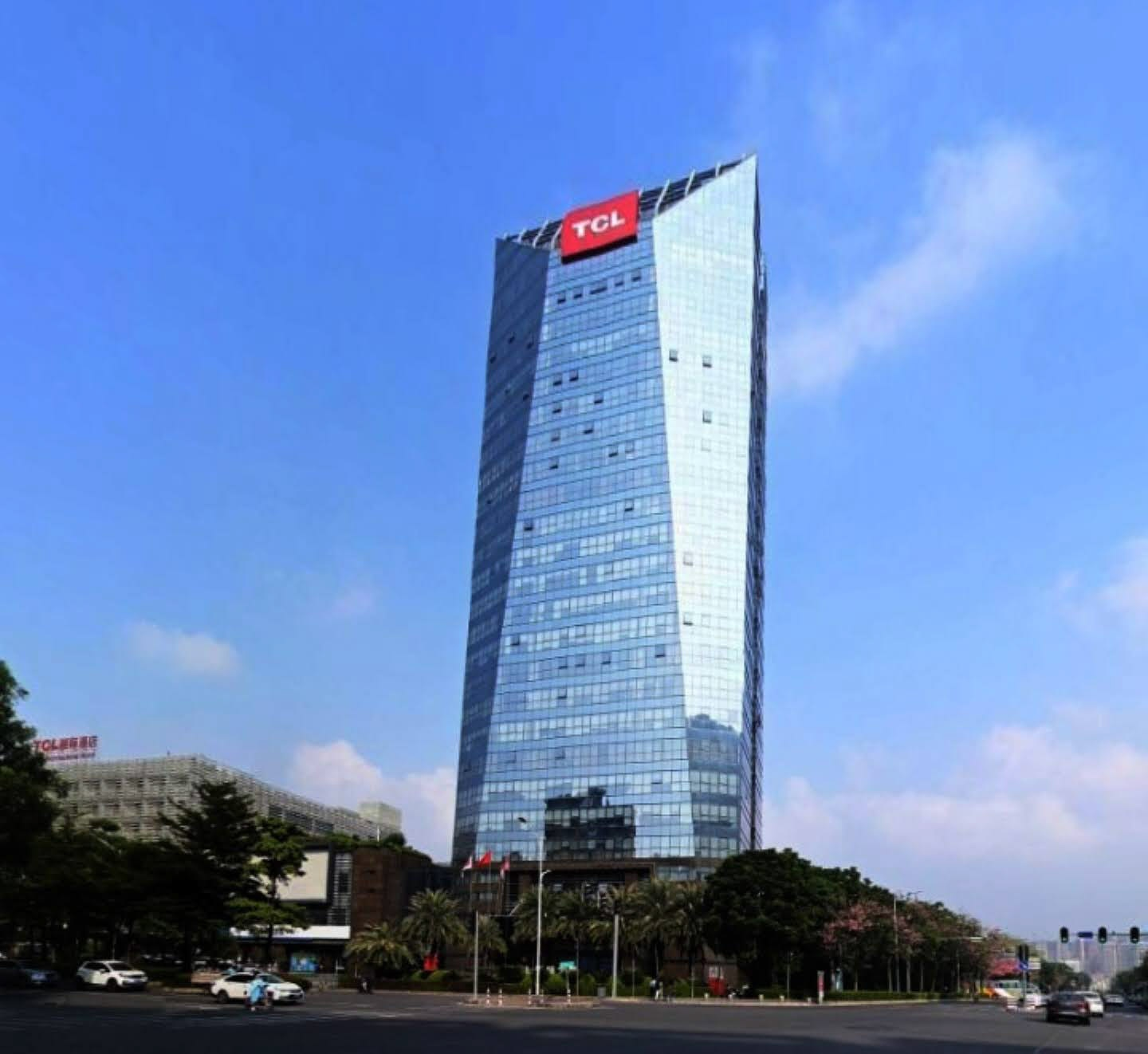
惠环街道的TCL大厦

惠环街道，是中华人民共和国广东省惠州市惠城区下辖的一个乡镇级行政单位，由仲恺高新区负责管理。

## 管治框架
行政：惠州仲恺高新区管委会惠环街道办事处

警务：惠州公安局仲恺高新区分局惠环派出所

## 行政区划
惠环街道下辖以下地区：
中星社区、斜下社区、古塘坳社区、惠新社区、平南村、红旗村和西坑村。

## 产业
- TCL科技惠州总部
- 可口可乐公司惠州工厂

## 医疗
- 中信惠州医院

## 交通
- 广惠城际铁路：惠环站